# Karel Chmel
Karel Chmel (27. března 1908 Královské Vinohrady – 17. července 1983) byl český stavební inženýr, jeden z lidí, jimž bývá přičítáno autorství českého termínu dálnice.

## Život
V letech 1926–1932 vystudoval ČVUT v Praze, přičemž 1929–1932 prezentován jako frekventant Vojenské inženýrské koleje v Praze.
- 1932–1937 v ženijním vojsku se specializací pro stavbu silnic a prací na polním opevnění.
- 15. října 1938 byl přidělen k Velitelství stavby dálkových silnic, jež bylo později přejmenováno na Generální ředitelství stavby dálnic, v hodnosti štábního kapitána.
- Od 1. února 1942 byl nuceně ve výslužbě.
- Účastníkem Pražského povstání.
- 11. května 1945 návrat do činné služby.
- Od 1. října 1949 v hodnosti plukovníka.